# Parastichtis variegata
Parastichtis variegata là một loài bướm đêm trong họ Noctuidae.